# VM Husene
VM Husene er to prisbelønnede lejlighedsbygninger, der står i Ørestad, København, Danmark. De er designet af JDS Architects og Bjarke Ingels Group, og M-huset har 95 lejligheder og stod færdigt i 2004 og V-huset består af 114 lejligheder og stod færdigt i 2005.
Bygningerne modtog Forum AID Award for bedste bygning i Skandinavien 2006.
De er opført lige overfor Bjerget, som også er tegnet af Bjarke Ingels Group.